# Yougoslavie au Concours Eurovision de la chanson 1961
La Yougoslavie a participé au Concours Eurovision de la chanson 1961, alors appelé le « Grand prix Eurovision de la chanson européenne 1961 », à Cannes, en France. C'est la première participation yougoslave au Concours Eurovision de la chanson.
Le pays est représenté par la chanteuse Ljiljana Petrović et la chanson Neke davne zvezde, sélectionnées par la Jugoslovenska Radio-Televizija (JRT) au moyen d'une finale nationale.

## Sélection

### Pjesma Eurovizije 1961
Le radiodiffuseur yougoslave slovène, Radio-Televizija Ljubljana (RTV Ljubljana), organise la finale nationale Pjesma Eurovizije 1961 (« La chanson de l'Eurovision 1961 ») pour la Jugoslovenska Radio-Televizija (JRT, Radio-télévision yougoslave) afin de sélectionner l'artiste et la chanson représentant la Yougoslavie au Concours Eurovision de la chanson 1961.
La finale nationale yougoslave a eu lieu le 16 février 1961 au Théâtre dramatique national slovène de Ljubljana. Les chansons sont interprétées en serbo-croate et en slovène, langues officielles de la Yougoslavie.
Lola Novaković, participante à cette finale nationale yougoslave, représentera la Yougoslavie l'année suivante à l'Eurovision.
Lors de cette sélection, ce sont Ljiljana Petrović et la chanson Neke davne zvezde qui furent choisis. Seuls les résultats des trois premières chansons sont connus.

#### Finale
| Ordre | Interprète                           | Chanson              | Langue       | Traduction                   | Place |
| ----- | ------------------------------------ | -------------------- | ------------ | ---------------------------- | ----- |
| 1     | Ljiljana Petrović                    | Neke davne zvezde    | Serbo-croate | Quelques anciennes étoiles   | 1     |
| 2     | Marjana Deržaj et Stane Mancini (sl) | Kako sva si različna | Slovène      | Comme nous sommes différents | -     |
| 3     | Jelka Cvetežar (sl)                  | Črni klavir          | Slovène      | Piano noir                   | -     |
| 4     | Ivo Robić (en)                       | Pjesma o životu      | Serbo-croate | Chanson sur la vie           | -     |
| 5     | Gabi Novak (en)                      | Drage misli          | Serbo-croate | Chères pensées               | 2     |
| 6     | Lola Novaković                       | Plave daljine        | Serbo-croate | Distances bleues             | 3     |
| 7     | Anica Zubović (hr)                   | Letnja priča         | Serbo-croate | Histoire d'été               | -     |
| 8     | Đorđe Marjanović (en)                | Igra                 | Serbo-croate | Jeu                          | -     |
| 9     | Duo Hani                             | Obećaj mi to         | Serbo-croate | Promets-moi ça               | -     |

## À l'Eurovision
Chaque pays a un jury de dix personnes. Chaque membre du jury peut donner un point à sa chanson préférée.

### Points attribués par la Yougoslavie
| 5 points | Luxembourg            |
| 2 points | Pays-Bas              |
| 1 point  | Italie Norvège Suisse |

### Points attribués à la Yougoslavie
| 10 points | 9 points | 8 points   | 7 points | 6 points                                     |
| --------- | -------- | ---------- | -------- | -------------------------------------------- |
|           |          |            |          |                                              |
| 5 points  | 4 points | 3 points   | 2 points | 1 point                                      |
|           |          | - Autriche | - France | - Danemark - Pays-Bas - Royaume-Uni - Suisse |

Ljiljana Petrović interprète Neke davne zvezde en 5e position, après la Finlande et avant les Pays-Bas. Au terme du vote final, la Yougoslavie termine 8e sur 16 pays, recevant 9 points.